# ワシーリー・チュイコフ
ワシーリー・イヴァーノヴィチ・チュイコフ（ロシア語: Васи́лий Ива́нович Чуйко́в、1900年2月12日 - 1982年3月18日）は、ソビエト連邦の軍人。ソ連邦元帥。ソ連邦英雄（2回）。スターリングラード攻防戦において、第62軍司令官として同市を死守したこと、さらにベルリンでナチスの降伏を受け入れたことで有名である。彼の接近戦での攻撃ノウハウは、後に、特殊部隊のバイブルとなっている。農民出身からの叩き上げで、赤軍の名将となった。

## 生涯

### 赤軍入隊

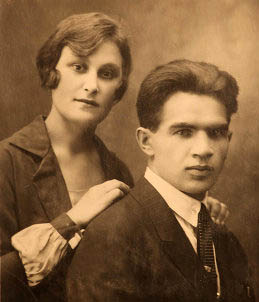
結婚式当日のチュイコフと妻ヴァレンティナ（1926年）

1900年、トゥーラ県ヴェニェフ郡セレブリャヌイエ村の農家の第8子として生まれる。チュイコフには兄弟姉妹が11人いる。12歳の時に学校を卒業し、家族の生活費を稼ぐためにサンクトペテルブルクの工場で働き始める。二月革命が勃発すると工場を解雇され、赤衛隊に入隊し他の兄弟と共にクロンシュタットの地雷教育部隊に配属される。1918年にはモスクワの左派エスエルの反乱鎮圧に参加した後、軍学校で軍事教官課程を3か月間学ぶ。
ロシア内戦では南部戦線に従軍し白軍との戦闘を経験し、1919年にボリシェヴィキ党員になり第40連隊長に任命され、ミハイル・トゥハチェフスキーの指揮下に入り、コルチャーク軍と戦う。1920年には、白軍との戦闘の功績により赤旗勲章を授与される。ポーランド・ソビエト戦争に従軍した際に4度負傷し、砲弾の破片の摘出が困難となったため左腕に破片が残ったままとなり、これ以降左腕の麻痺に悩まされるようになる。
1921年にフルンゼ名称軍事アカデミーに入学し、1925年に卒業した。1926年にヴァレンティナ・ペトローヴナ・パブロヴァと結婚し、1男1女をもうけている。1929年9月から1933年にかけて独立赤旗極東軍参謀部課長を務め、1935年からは陸軍士官学校の教官を務めた。1936年12月にボブルイスク軍集団司令官に任命され、1938年4月に第5旅団長となった。6月からは白ロシア軍管区に配属され10月7日に国防人民委員部のメンバーに選出された。

### 独ソ戦

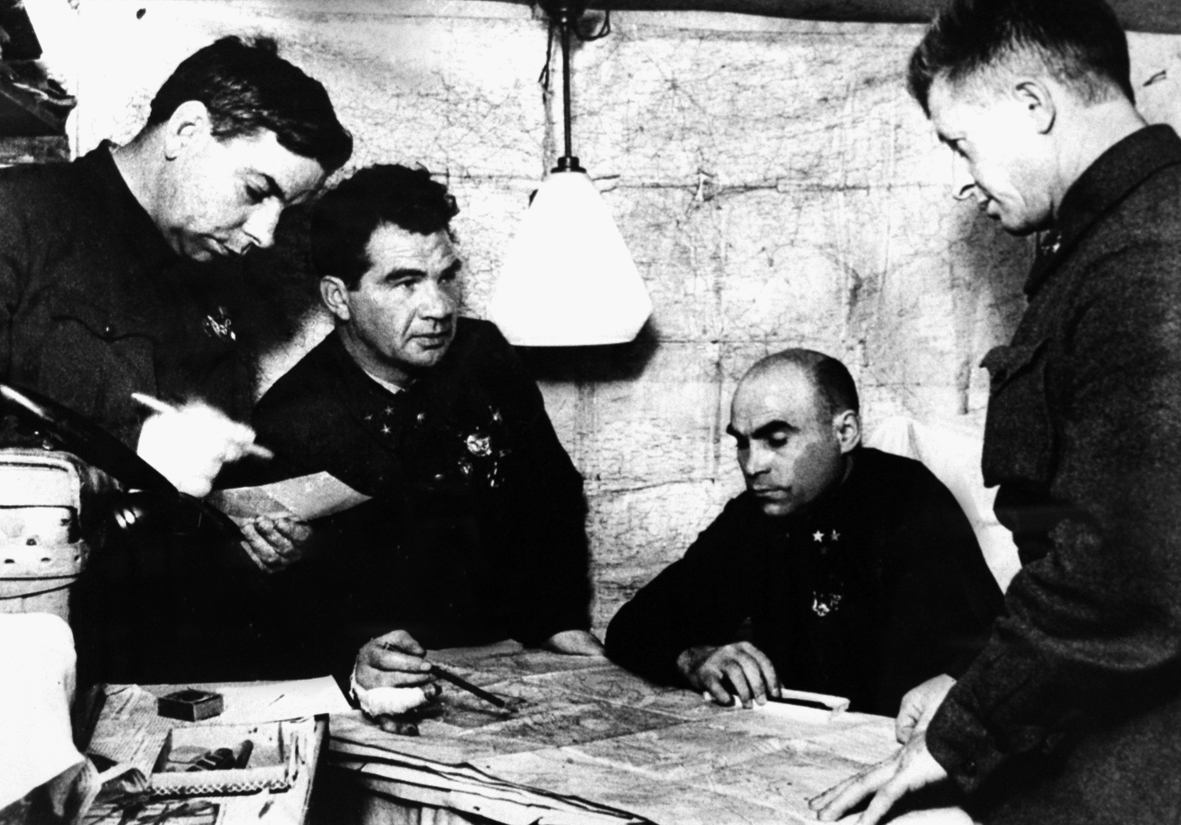
スターリングラード戦の指揮を執るチュイコフ（1942年）

1939年のポーランド侵攻では第4軍司令官として参戦し、続く冬戦争では第9軍司令官を務めたが、スオムッサルミの戦いでフィンランド軍に敗北している。戦後の1940年12月に第4軍司令官に任命された後、在華ソビエト軍事顧問団の一員として中華民国に赴任し、1942年5月に帰国。同年6月に中将に昇進し、第64軍司令官に就任した。9月10日には第62軍司令官に就任し、スターリングラード攻防戦でドイツ国防軍第6軍を降伏に追い込んだ。前述の通り、この戦闘では敵が潜む可能性のある部屋に手榴弾を投げ入れ、爆発直後に自動小銃を構えて突入し、粉じんの中を手当たり次第に乱射して制圧し、さらに次の部屋の制圧に向かうという後にCQBと呼ばれる室内戦においての効果的な戦術を編み出し戦後には様々な国の特殊部隊での模範となった。
スターリングラードでの勝利後、チュイコフはスヴォーロフ勲章を授与され、第62軍は第8親衛軍に改称された。チュイコフは引き続きウクライナ、白ロシア、ヴィスワ＝オーデル攻勢に参加した。ヴィスワ＝オーデル攻勢ではルブリンのマイダネクを解放し、ポズナンを攻略し、オーデル川までの橋頭保を構築した後、ゼーロウ高地でドイツ第9軍を破りベルリンに進軍した。ベルリン市街戦の最中の1945年5月1日には、テンペルホーフ地区に司令部を構え、ドイツ陸軍参謀総長ハンス・クレープスの休戦交渉を受け、アドルフ・ヒトラーの死を知った最初の連合軍司令官となった。ヒトラーの死をクレープスより告げられた時、チュイコフはヒトラーが死んだことを既に知っていると、嘘をついて平然と答え、交渉休憩時にゲオルギー・ジューコフに電話し、その後スターリンにヒトラーの死が伝えられた。チュイコフは無条件降伏のみを受け入れるとして、休戦交渉を断固拒否した。翌2日にはベルリン防衛軍司令官ヘルムート・ヴァイトリングの降伏を受け入れた。戦後、スターリングラード戦及びポズナン攻略の功績によりソ連邦英雄を授与された。

### 冷戦

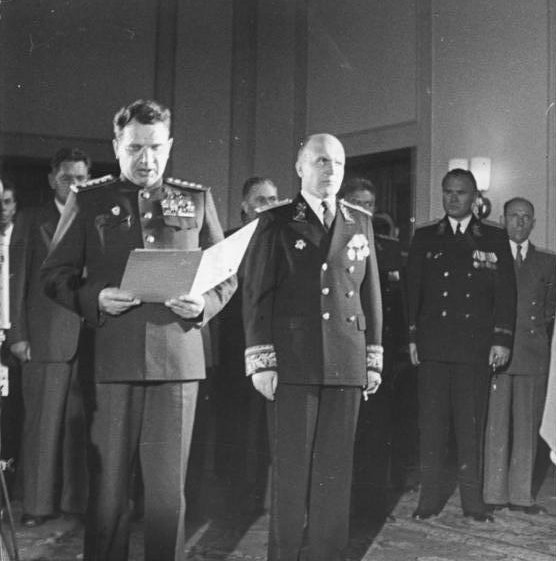
在独ソ連軍政府の解散を宣言するチュイコフ（1949年）

第二次世界大戦終結後はドイツ駐留ソ連軍副総司令官補佐官、第一副総司令官を歴任し、1949年に総司令官及び在独ソ連軍政府最高司令官（1949年10月からはソ連管理委員会委員長）に就任。1953年のヨシフ・スターリンの死後は格下のキエフ軍管区司令官に左遷されるが、1955年3月11日にはソ連邦元帥に昇進している。
1960年に国防次官兼ソ連地上軍総司令官に就任し、1961年からはソ連民間防衛部長に加えソビエト連邦共産党中央委員会委員も兼務し、中央委員会委員は死去するまで務めた他、民間防衛部長として民間防衛の専門家を養成する大学の創設を主導し、1972年まで務めた。1962年には、キューバ危機の原因の一つとなったアナディル作戦の中心人物の一人として、キューバへの核ミサイル配備を指揮した。1964年6月、ニキータ・フルシチョフの軍制改革により地上軍総司令官職が廃止されたことに伴い退任した。1965年にベルリン名誉市民となり、死後の1992年まで保持した。
1981年、ポーランド・ソビエト戦争時に負傷した左腕の傷から敗血症を引き起こし治療に当たるが、9か月後の1982年3月18日に死去した。死後、遺体はヴォルゴグラードのママエフ・クルガン（スターリングラード攻防戦の激戦地）に埋葬された。ソ連邦元帥はモスクワのクレムリンの壁墓所に埋葬されるのが通例だが、チュイコフはクレムリンの壁墓所以外の場所に埋葬された唯一のソ連邦元帥となった。死去するまでの間に独ソ戦時の経験を8冊の著作に著している。

## 略歴
- 1900年 - トゥーラ県ヴェニェフ郡セレブリャヌイエ村で生まれる。
- 1917年 - クロンシュタットの赤衛隊の地雷教育部隊に入隊。
- 1918年 - 軍事教官課程卒業。
- 1919年4月 - 赤軍入隊。中隊長補佐官、連隊長補佐官、連隊長を歴任。
- 1919年 - ロシア共産党ボリシェヴィキ党員となる。
- 1925年 - フルンゼ名称軍事アカデミー卒業。
- 1927年 - フルンゼ名称軍事アカデミー附属東洋学部卒業。
- 1927年 - 駐中国軍事顧問。
- 1929年-1933年 - 独立赤旗極東軍参謀部課長。
- 1936年 - 機械化・自動車化軍事アカデミー附属学術課程を卒業。
- 1936年 - 機械化旅団、狙撃軍団、ボブルイスク軍集団を指揮。
- 1940年12月-1942年3月 - 中国軍軍事顧問に任命され中国に滞在。
- 1942年5月 - 第1予備軍（7月から第64軍）、後に作戦集団司令官。同年9月、第62軍司令官。
- 1943年4月 - 第8親衛軍（第62軍より改称）司令官。
- 1946年 - ソ連最高会議代議員に選出。ドイツ駐留ソ連軍副総司令官補佐官、第一副総司令官を歴任。
- 1949年 - ドイツ駐留ソ連軍総司令官。
- 1952年 - ソビエト連邦共産党中央委員会委員候補。
- 1953 - キエフ軍管区司令官。
- 1960年-1964年 - 国防次官/地上軍総司令官。
- 1961年-1972年 - ソ連民間防衛部長を兼任。
- 1972年 - ソ連国防省監察総監。
- 1982年 - モスクワにて死去。